# Фиордализо, Марина
Мари́на Фиордали́зо (итал. Marina Fiordaliso; род. 19 февраля 1956, Пьяченца, Италия) — итальянская певица, многократная участница Фестиваля Сан-Ремо, победительница музыкального конкурса в Кастрокаро. За время своей карьеры выпустила свыше 20 альбомов и несколько десятков синглов. Многие диски имеют золотой статус, их общие продажи превышают 6 млн. экземпляров. Фиордализо является одной из самых известных исполнительниц поп-рока в Италии.

## Биография
Марина Фиордализо родилась 19 февраля 1956 года в итальянском городе Пьяченца. Приходится племянницей известной в Италии певице Марисе Фиордализо, популярной в 1940-х и 1950-х годах. Её отец был музыкантом, поэтому с малых лет Марина училась вокалу и игре на фортепиано. В городе Пьяченца она окончила консерваторию по данному классу.
Свою музыкальную карьеру Марина начала в 1980 году. Тогда она записала несколько песен с оркестром Bagutti. Продюсер Salvatore De Pasquale (псевдоним Depsa) предложил певице сольную карьеру. В 1981 Марина выигрывает конкурс молодых исполнителей в Кастрокаро. Благодаря этой победе 1982 году певица была приглашена на знаменитый Фестиваль Сан-Ремо, где выступила с песней «Una Sporca Poesia». Певица не попала в финал, но уже в 1983 году песня «Oramai» заняла 6-е место. Осенью того же года был выпущен дебютный альбом певицы под названием «Fiordaliso».
Знаменитой Марина стала в 1984 году, когда вышла её всемирно известная песня «Non Voglio Mica La Luna», занявшая 5 место на очередном фестивале в Сан-Ремо. Всего Марина участвовала в нём 9 раз. В 1985 году Марина Фиордализо выпускает второй альбом «A Ciascuno La Sua Donna» и начинает первый гастрольный тур по Италии и другим странам мира. В октябре 1985, на волне популярности в СССР, совместно с певцом Пупо, впервые приезжает с концертами в Москву и Ленинград (10-20 октября в СКК имени Ленина), как Центральное телевидение СССР, так и ленинградское ТВ, выпускают фильмы, вышедшие в телеэфир. По некоторым данным, концерты прошли с полным аншлагом.
C 1990 по 1992 год Фиордализо выпустила ещё три альбома «La Vita Si Balla», «Il Portico Di Dio» и «Io Ci Saro». После небольшого перерыва в карьере, в 1996 году Фиордализо вернулась на итальянскую эстраду с альбомом «E adesso voglio la luna — I grandi successi», а в 2001 году выпустила альбом, состоящий из золотых хитов певицы. В 2009 году Марина приняла участие в международном музыкальном фестивале «Дискотека 80-х». Выпуск последнего на нынешний день альбома Фиордализо «Sponsorizzata» 2011 года был приурочен к празднованию тридцатилетия певческой карьеры.
Марина Фиордализо выпустила также несколько альбомов для Испании, США, Мексики и Латинской Америки, где она исполняет свои песни на испанском языке.
В течение нескольких сезонов выступала на театральных подмостках, играя роли в мюзиклах.
Преподаёт вокал и сценическое движение в Национальной академии искусств (Accademia Nazionale dei Mestieri dello Spettacolo).
В настоящее время Фиордализо является одной из самых известных исполнительниц поп-рока в Италии. За свою карьеру она продала более 6 миллионов записей.

## Участие на фестивале в Сан-Ремо
- 1982 — Una sporca poesia
- 1983 — Oramai
- 1984 — Non voglio mica la luna
- 1985 — Il mio angelo
- 1986 — Fatti miei
- 1988 — Per noi
- 1989 — Se non avessi te
- 1991 — Il mare più grande che c'è
- 2002 — Accidenti a te

## Дискография

### Синглы
- 1982 — Una sporca poesia
- 1982 — Il canto del cigno
- 1982 — Maschera
- 1983 — Oramai
- 1983 — Il mago non c'è
- 1983 — Non voglio mica la luna
- 1984 — Un tipo
- 1984 — Li-be-llu-la
- 1984 — Terzinato
- 1985 — Il mio angelo
- 1985 — La nave bianca
- 1986 — Fatti miei
- 1986 — Un’altra storia d’amore
- 1987 — Il canto dell’estate
- 1987 — Volando sognando
- 1988 — Per noi
- 1989 — Se non avessi te
- 1989 — Ora che ci sei
- 1990 — Cosa ti farei
- 1990 — Dietro lo specchio
- 1991 — Il mare più grande che c'è
- 1990 — Che ora è
- 1991 — Saprai
- 1991 — Il fiore bagnato
- 1992 — Dimmelo tu perché
- 1992 — Fantasma
- 1992 — Io ci sarò
- 1995 — Disordine mentale
- 1995 — Donne sole in città
- 1998 — Come si fa
- 1998 — Ahi ahi ahi
- 1998 — Medley
- 2000 — Linda Linda
- 2003 — Estate '83
- 2008 — M’amo non M’amo
- 2009 — Canto del sole inesauribile
- 2011 — Oltre la notte

### Песни
- «Una Sporca Poesia» (1982)
- «Oramai» (1983)
- «Non Voglio Mica La Luna» (1984)

### Альбомы в Италии
- «Fiordaliso» (1983)
- «A Ciascuno La Sua Donna» (1985)
- «Non Voglio Mica La Luna» (1984)
- «La Vita Si Balla» (1990)
- «Il Portico Di Dio» (1991)
- «Io Ci Saro» (1992)
- «E adesso voglio la luna — I grandi successi» (1996)
- «The Best of Fiordaliso» (2001)
- «Sei bellissima» (2004)
- «Risolutamente decisa Come si fa» (2006)
- «Sponsorizzata» (2011)

### Альбомы за границей
- «Yo no te pido la luna», (фирма «Durium», Испания и Латинская Америка) (1984)
- «Fiordaliso», (Durium, Мексика) (1985)
- «Fiordaliso canta en español», (Испания и Латинская Америка) (1986)
- «Otra historia de amor», (Испания и Латинская Америка) (1986)
- «Fiordaliso», (Durium, США) (1987)
- «Il portico di Dio», (EMI, Испания и Латинская Америка) (1991)
- «Como te amaré», (Испания и Мексика) (1997)